# Lundsköldspindel
Lundsköldspindel (Ceratinella brevis) är en spindelart som först beskrevs av Karl Friedrich Wider 1834.  Lundsköldspindel ingår i släktet Ceratinella och familjen täckvävarspindlar. Arten är reproducerande i Sverige. Inga underarter finns listade i Catalogue of Life.